# История Малайзии

## Ранний период
Самым ранним свидетельством проживания современного человека на территории Малайзии является череп возрастом около 40 000 лет, извлечённый из пещер Ниах в Сараваке, названный «Глубоким черепом». Он был извлечён из глубокой траншеи, обнаруженной Барбарой и Томом Харриссонами (британскими этнологами) в 1958 году. Этот череп также считается самым старым современным человеческим черепом в Юго-Восточной Азии. Череп, вероятно, принадлежал 16-17-летней девушке.
Скелеты из пре-неолитических слоёв пещеры Ниа (древнее 5 тыс. л. н.) похожи на меланезийцев, скелеты из неолитических слоёв пещеры Ниа (2,5 тыс. л. н.) более монголоидны и могут быть предками даяков.
Историки утверждают, что предки современных малайзийцев пришли в Малайзию с юга Китая между 2500 и 1000 до н. э.
В начале нашей эры благодаря усилению международной торговли Малаккский пролив стал идеальным местом для встречи индийских и китайских купцов. Индийские торговые корабли приплывали с юго-западными, а китайские — с северо-восточными ветрами. И те, и другие задерживались на некоторое время в проливе, а с изменением направления ветра отправлялись назад. Из-за стабильных коммерческих связей с населением стран, располагавшихся по обе стороны пролива, начали возникать торговые поселения, доминирующую роль в хозяйственной жизни региона имели отдельные группы купцов.
В период с VII века по XI век самым могучим государством в регионе Малаккского пролива была Шривиджайя, которая располагалась в юго-восточной части острова Суматра. Надписи на камнях, которые учёные относят к VII веку, были обнаружены на территории этого королевства и являются самым древним вариантом малайского языка.

## Малаккский султанати поздние государства

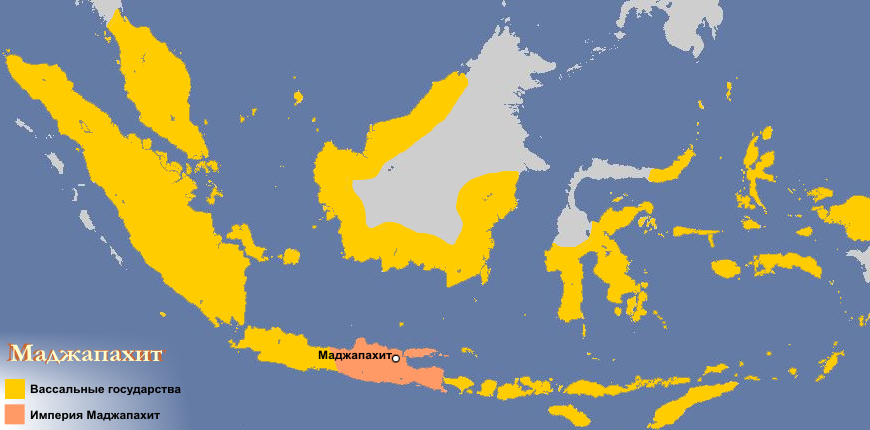
Империя Маджапахит в XIV веке

В конце XIV века государство Шривиджайя попало под влияние индонезийской империи Маджапахит, а потом и совсем прекратила существование вместе с Маджапахитом. В 1402 (или 1403) году на полуострове Малакка принцем Маджапахита Парамешварой был основан Малаккский султанат со столицей в Малакке. Уже в первые годы существования Малаккский султанат был дипломатически признан китайским императором, что поспособствовало его выживанию и процветанию. Принятие Малаккой ислама в середине XV века, в качестве государственной религии, обеспечило ей поддержку со стороны индийских и арабских мусульман.
XV век стал периодом расцвета Малаккского султаната, который ориентировался на развитие международной торговли и исполнения функции главного складового и перевалочного пункта во всей Юго-Восточной Азии. Влияние местных купцов-мусульман на островах Малайского архипелага было таким большим, что малайский язык превратился в универсальный способ общения и распространения ислама в регионе.

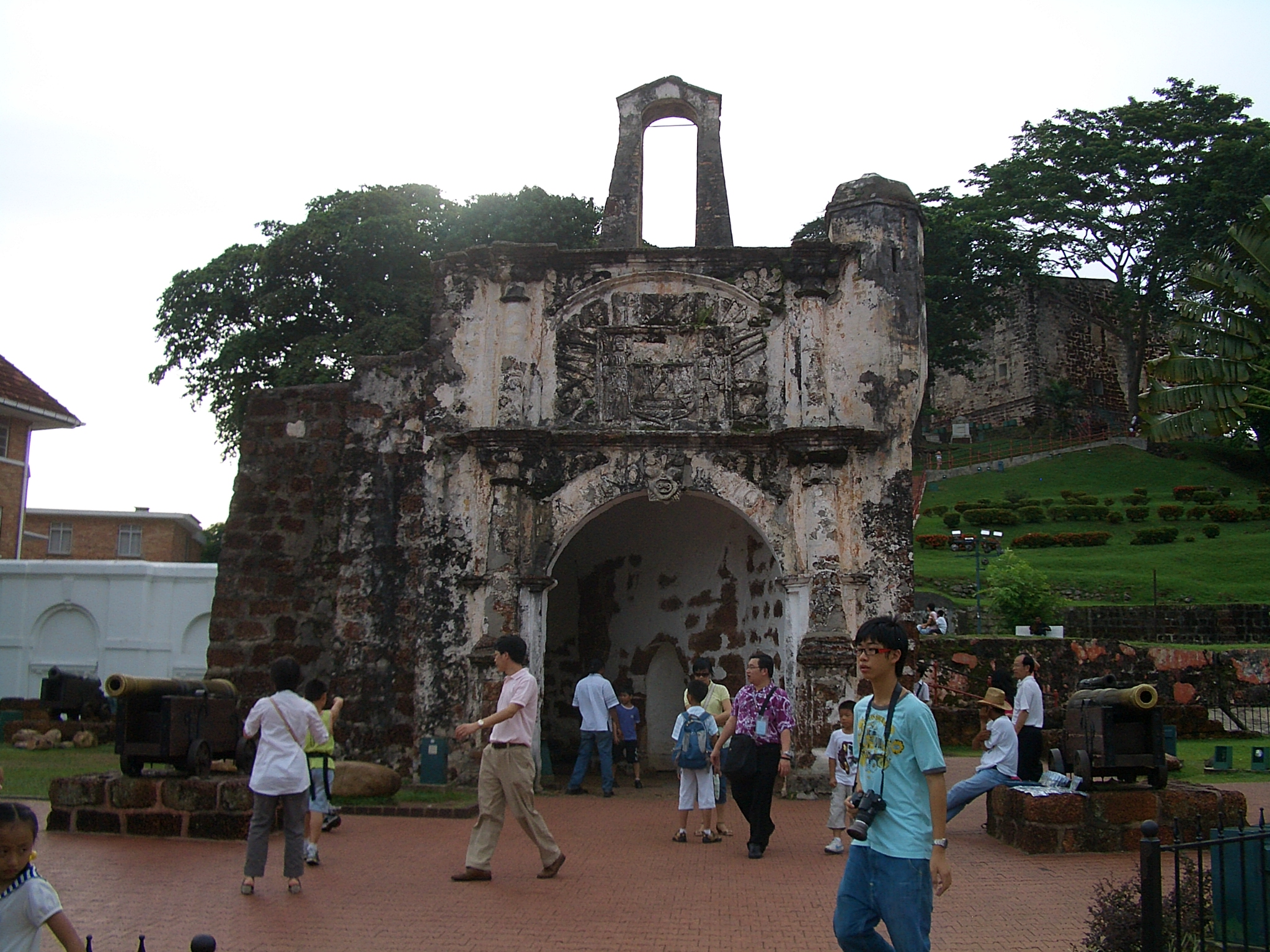
Руины португальского форта Сантьяго в г. Малакка

Португальцы, которые желали взять под свой контроль торговлю пряностями, в 1498 году совершили плавание в Индию; уже в 1509 году португальская экспедиция Диогу Лопиша де Сикейры достигла Малакки, а в 1511 город был взят штурмом войсками Афонсу д’Албукерки. Султан и его сторонники вынуждены были спасаться бегством. Спустя несколько лет представители правящей династии Малакки избрали своим местом пребывания Джохор на крайнем юге полуострова. Тогда на территории Малаккского полуострова сформировалось несколько султанатов, из которых самым могучим стал Джохорский.
Но новое государство находилось в небезопасном положении. Кроме угрозы со стороны португальцев, которые к тому времени закрепились в Малакке, султанат постоянно подвергался нападениям со стороны своего соперника — султаната Аче, который существовал на севере острова Суматра. Однако Джохор успешно отражал нападения, а после того, как в союзе с Голландией в 1641 году отвоевал у португальцев Малакку, его влияние распространилось на южную, центральную и восточную Малайю и восточный берег Суматры.

## Развал малайского мира и внешняя интервенция
В 1699 султана Джохора убили его собственные придворные, несмотря даже на то, что дерхака (измена своему монарху) всегда считалась тяжёлым преступлением. Новым наследником убитого был избран бендахар, но он не был королевского происхождения. Именно поэтому некто Раджа Кечил из населённых народом минангкабау районов Суматры объявил себя сыном убитого правителя, который родился после его смерти. В 1718 году, воспользовавшись поддержкой местного населения, он собрал армию и штурмом взял столицу Джохора, которая в тот момент располагалась на архипелаге Риау.
Семья свергнутого бендахара осталась без союзников и обратилась за помощью к беженцам бугисам, которые прибыли с юга Сулавеси, захваченного голландцами. Благодаря им повстанцы были разбиты, а территория Джохора вместе со столицей вновь попала под контроль свергнутого правителя.

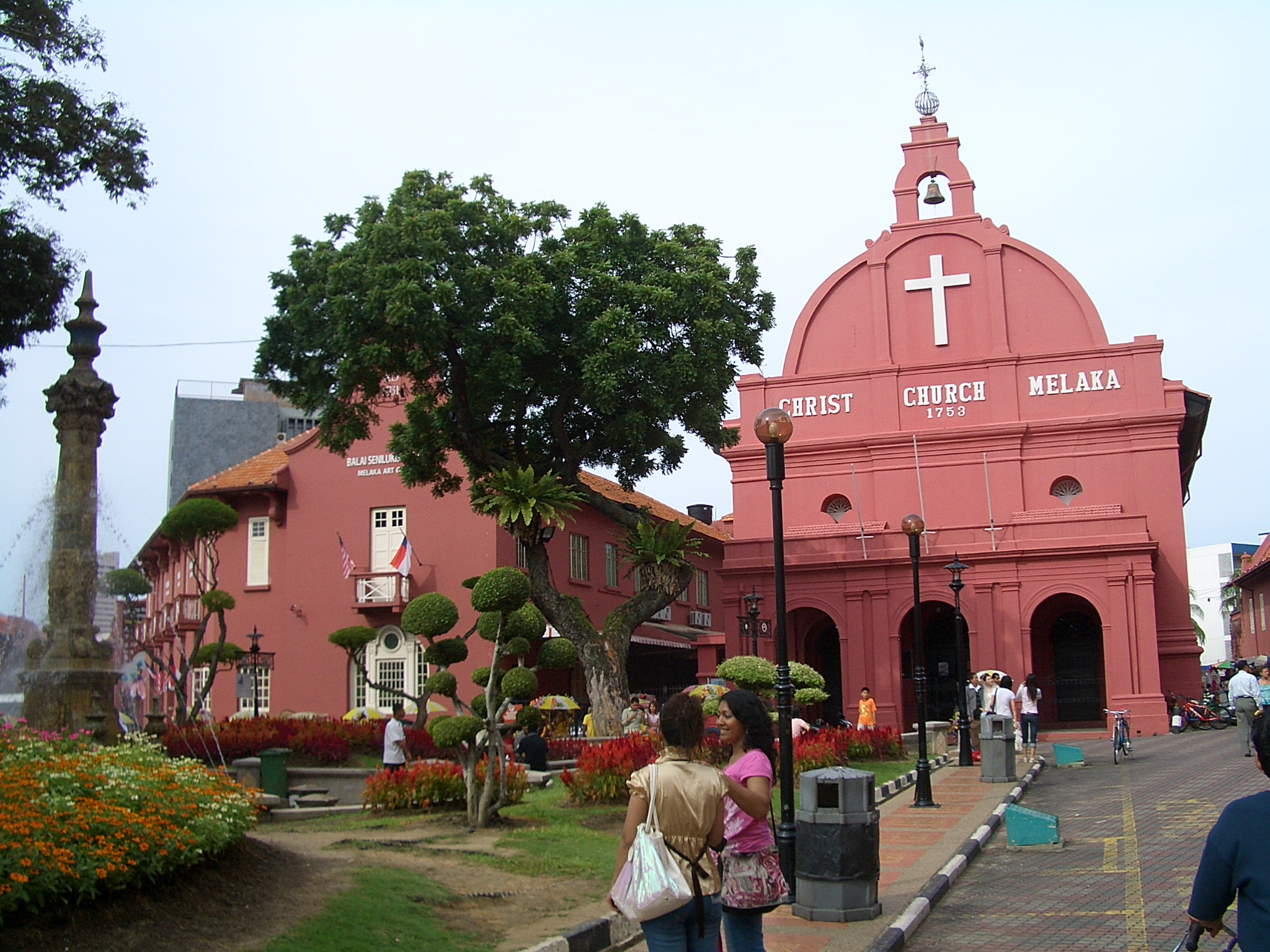
Голландская площадь (XVIII в.) в г. Малакка (город)

Голландская Ост-Индская компания побаивалась возможного союза бугисов с англичанами. В 1756—1758 годах, а потом в 1783—1787 годах между голландцами и бугисами происходили вооружённые столкновения. В результате был подписан неравноправный договор, фактически превративший Джохор в вассальное государство. Султан Джохора Махмуд предложил иланунам разгромить голландцев, на что те согласились. Они прибыли на больших, хорошо вооружённых шхунах, и разрушили все голландские укрепления на Риау, захватив архипелаг. После этого на предложение Махмуда покинуть острова они ответили отказом. С архипелага вынужден был бежать сам султан, так как он боялся мести со стороны голландцев и не хотел исполнять обязанности перед племенем иланунов.
Со временем, помирившись с Голландией, султан вернулся на Риау. Однако в конце XVIII века от султаната Джохор отделились султанаты Паханг, Кедах, Тренгану и Селангор. После смерти султана Махмуда в 1812 году на трон стали претендовать оба его сына. Бугисы и голландцы поддерживали младшего, а малайцы и англичане — старшего.

## Британское колониальное владение

Британская Малайя около 1922 года. Жёлтым показана территория Федерированных государств Малайи (с автономной внутренней политикой), синим — формально независимые (нефедерированные) княжества, красным — территории под непосредственным колониальным управлением

В 1786 году Британская Ост-Индская компания заключила с султанатом Кедах соглашение, по которому британцы получили остров Пинанг, где была организована британская колония Джорджтаун, ставшая торговым центром.
В 1795 году британцы завладели Малаккой, отняв её у голландцев, а в 1800 году заставили султанат Кедах уступить прибрежную полосу на Малаккском полуострове, где была создана провинция Уэлсли.
В 1818 году Великобритания вернула Малакку голландцам, но британцы решили создать новую базу и в 1819 году приобрели у Джохорского султаната право на остров Сингапур.
Хотя сначала Великобритания видела в Сингапуре только торговый пункт на пути доставки британских товаров в Китай, она быстро оценила все плюсы его расположения в заливе. Одновременно с распространением влияния Великобритании на полуострове Малакка британские купцы заняли доминирующее положение.
По англо-голландский договору 1824 года Нидерланды отказывались от любых претензий на Малаккский полуостров, этот договор означал также раздел Джохорского султаната. В 1826 британские владения были объединены в Восточное президентство Индии — Стрейтс-Сетлментс, в которое вошли Сингапур, Пинанг и Малакка. Над внешней политикой Джохорского султаната был установлен британский контроль.
В результате стычек в зоне оловянных шахт в султанате Перак Великобритания в 1874 году добилась подписания Пангкорского договора, по которому британский советник имел право давать рекомендации (насихат) правителю Перака. Пангкорский договор послужил моделью для установления аналогичных соглашений с султанатами Селангор, Негри-Сембилан и Паханг.

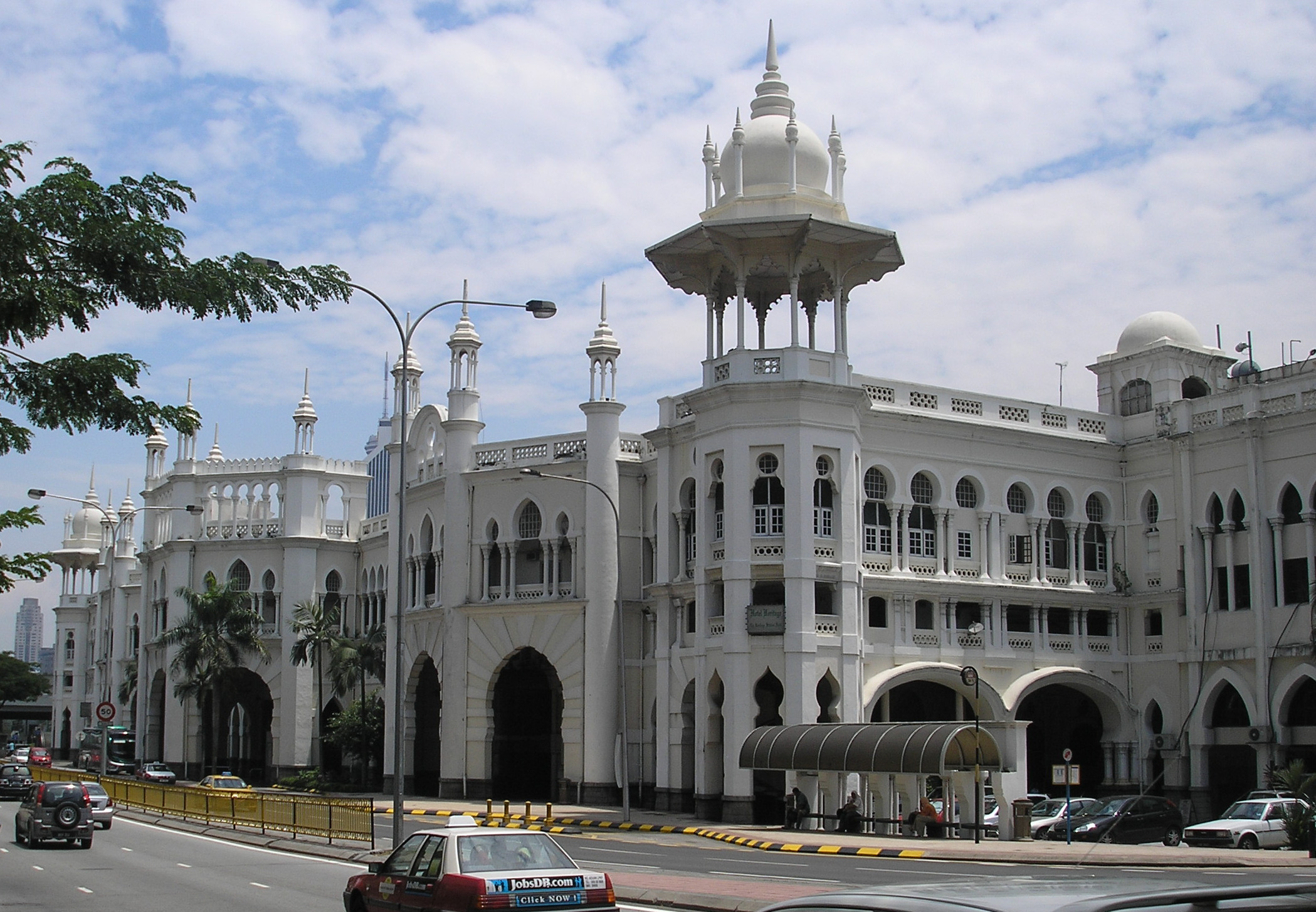
Старый железнодорожный вокзал в г. Куала-Лумпур (британская эра, конец XIX в.)

В 1896 году Перак, Селангор, Негри-Сембилан и Паханг объединились в федерацию. В 1914 году официально был введен британский протекторат над Джохором.
В первой половине XX века благополучие Британской Малайи строилось на добыче олова и производстве каучука. Английские инвесторы массово вкладывали деньги в перспективную колонию. Нехватку рабочей силы компенсировал приток иммигрантов из Китая и Индии. Положение каждой из этнических групп колонии определялось их работой. Англичане занимали высшую ступень, так как занимали управляющие должности, ниже стояли китайцы, которые в основном торговали, добывали полезные ископаемые и следили за плантациями, ещё ниже — индусы, бывшие разнорабочими, работавшими в основном на железных дорогах и производстве каучука, а самый нижний слой занимали малайцы, занимавшие незначительные должности в местном чиновничьем аппарате и работавшие в полях или на плантациях.

## Японская оккупация и чрезвычайное положение

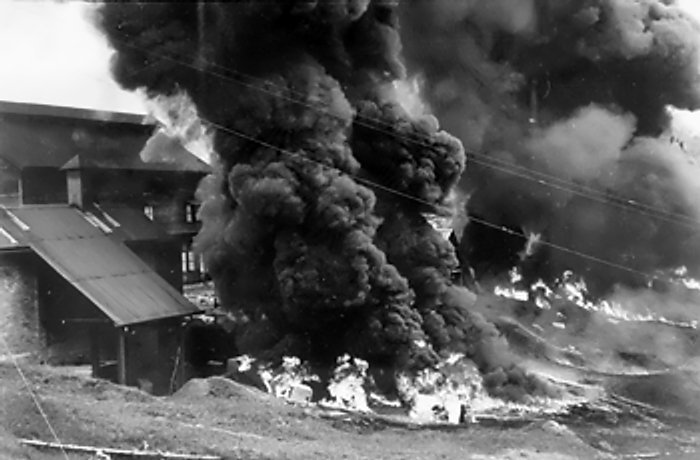
Англичане, отступая, жгут склад малайской резины (декабрь 1941 года)

Вторжение японских войск на полуостров Малакка произошло 8 декабря 1941 года, а уже в феврале 1942 ими была занята вся территория, включая и Сингапур.
После капитуляции Японии в Малайзию вернулись англичане и предложили план создания Малайского Союза. Разработанный в годы войны проект регулировал отношение властей к различным этническим группам.
Малайская часть населения отреагировала чрезвычайно резко на предложение англичан. В марте 1946 была создана Объединённая малайская национальная организация (ОМНО) — первое малайское политическое объединение, которое действовало в масштабах всей страны и выражало интересы малайского общества. Малайский Союз оказался нежизнеспособным, и 1 февраля 1948 года на смену ему пришла Малайская Федерация.
Так как это было национальное государство малайцев, то национальные меньшинства почувствовали себя униженными. С июля 1948 года началась вооружённая борьба с британским колониальным правительством, поддержанная в основном китайским меньшинством. Британские власти объявили в стране чрезвычайное положение. Правительство Малайзии решило переселять китайцев в так называемые «новые сёла».
В 1949 году правительство Великобритании заявило о скором создании независимого Малайского государства. Декларация независимости Малайзии подписана в 1957 году. В 1950-х годах ситуация в стране стабилизировалась, однако чрезвычайное положение отменили лишь в 1960 году. Впрочем в 1960 году был принят Закон о внутренней безопасности, который разрешал без суда содержать в тюрьме до 2-х лет любого гражданина страны, если власти считали, что его действия угрожают безопасности.

## Получение независимости и создание государства Малайзия

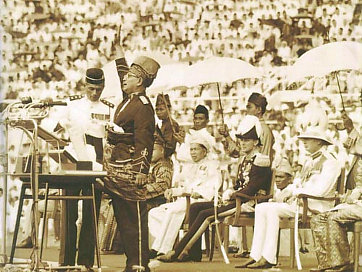
Провозглашение независимости (1957 г.)

Особенностью местных выборов 1952 года стало успешное взаимодействие двух национальных политических партий — Объединённой малайской национальной организации и Китайской ассоциации Малайи (КАМ). С присоединением к ним Индийского конгресса Малайи (ИКМ) эти три политические партии создали единую Союзную партию, которая в новом государстве стала правящей. При премьер-министре Тунку Абдул Рахмане началась замена англичан на ответственных государственных должностях малайцами. Меж тем самих малайцев беспокоило то, что количество индийцев и китайцев в их стране достигло 45 %.
В 1963 году было создано независимое государство — Федерация Малайзия, в состав которой также вошли населённые малайцами Сингапур, Сабах и Саравак. В 1965 году Сингапур, возглавляемый Ли Куан Ю, вышел из состава федерации.
В 1968 году правительство начало программу по ликвидации неграмотности в стране (полностью достичь всех поставленных в 1968 году задач не удалось, но в результате её выполнения к октябрю 1975 года около миллиона жителей страны научились читать и писать).
См. также Малайские султанаты

## Межэтнические столкновения и новый курс государства
В центре общей избирательной кампании 1969 года стояли такие острые вопросы, как язык и образование. Когда в результате выборов правящая Союзная партия, которая привыкла к победам, лишилась явного перевеса в парламенте (2/3 мест), оппозиционные партии организовали в Куала-Лумпуре митинг в честь своей победы. Митинг закончился межнациональными столкновениями и массовыми беспорядками, в которых погибло около 600 человек (в основном китайцев). За четыре дня ситуация стабилизировалась, хотя некоторые случаи насилия фиксировались в течение двух месяцев.
Признаком изменения курса государства стало создание министерства национального единства, которое разработало новую идеологию Рукунегара («Принципы государства»). Правительство начало долгосрочный курс реформ, которые должны были к 1990 году перестроить общество, сплотив все национальности, и создать «нового малайзийца». Способом достижения этой цели стала Новая экономическая политика (НЭП). В 1974 году была создана коалиция Барисан Насионал (Национальный фронт), которая объединила большинство политических партий страны.

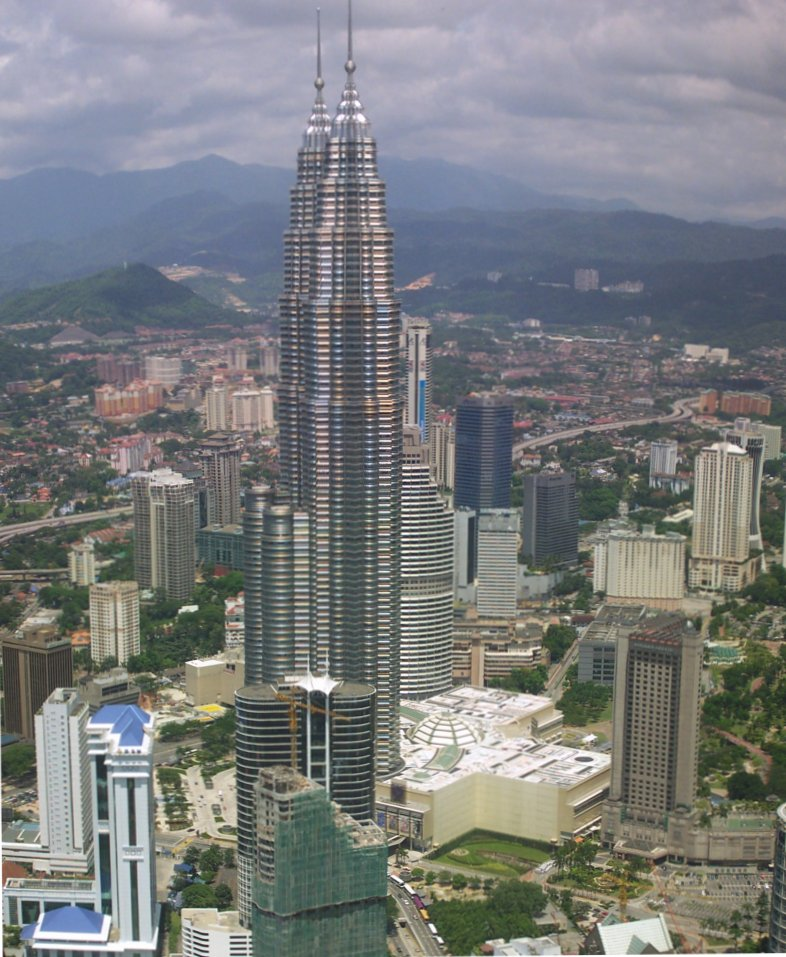
Современный Куала-Лумпур, с башнями нефтяной компании Петронас

Несмотря на позитивные результаты НЭПа, власти ещё до 1990 года вынуждены были признать недостижимость большинства поставленных целей. Но значительный экономический рост, ежегодные темпы которого в 80-х составляли 8 %, сгладил недостатки политики развития. В дальнейшем политика НЭПа получила название «Перспектива 2020 года», соответственно которой Малайзия до 2020 года должна была войти в группу государств с развитой экономикой. Особенностью нового подхода стал перенос центра значимости на производство продукции электронной промышленности. Малайзия приступила к исполнению программ по охране окружающей среды. В настоящее время правительство страны до сих пор придерживается курса создания «нового малайзийца».
С 1981 по 2003 гг. кабинет министров возглавлял Махатхир Мохамад. За годы его правления в 1983 году возник конфликт между властью и правящей династией, который завершился компромиссом, по которому власть монарха ограничивалась в отношении принятия отдельных законов. Во время правления Махатхира страна достигла значительных экономических успехов. На парламентских выборах 1999 года снова одержала победу возглавляемая им коалиция Национальный фронт, в которую входили 14 партий.
В 2003 году премьер-министром Малайзии стал Абдулла Ахмад Бадави, в 2009 году он передал свои полномочия Наджиб Тун Разаку.
На выборах 9 мая 2018 г. премьер-министром снова стал Махатхир, но уже от победившего оппозиционного альянса «Надежда».